# Немският социализъм
„Немският социализъм“ (на немски: Deutscher Sozialismus) е книга-описание под формата на студия на историята на социализма по немските земи - от марксическия социализъм до пруския социализъм.
Произведението е оценявано и като пронацистко и като антинацистко, съответно от либерални и комунистически позиции.

## Резюме
Авторът сравнява идеята на социализма с капитализма - понятие появило се за първи път през 1880 г. и употребено от Франц Меринг и Фридрих Енгелс. Зомбарт разглежда т.нар. капитализъм като изграждането на Вавилонската кула или на Иродовия храм, в което съграждане участват все повече работници, машини и технологии увеличаващи силата на международния финансов капитал. Това води до обезличаване на отделните народи и нации и на органическия стил на живот на селяните и занаятчиите, а оттук и до изчезване на националната държава. По този начин индивидът се обезличава и превръща в „сит роб“ с двойно предназначение - на пасивен потребител и на производител „като гайка“ в една огромна машина. Трудът според Зомбарт по този начин се лишава от смисъл защото е елементарен, а не творчески, както при осмисления труд на занаятчията. Даже интелектуалния труд, според Зомбарт, се механизира и превръща в средство за унищожение на природата с нейните естествени закони и извращава културата, като този социален процес ще доведе, по примера на Балтазар, до изчезването на тази цивилизация с примитивни форми на живот и в крайна степен ще настъпи (само)унищожение вследствие на „капиталистическата рационализация“ на социума под натиска на „технологизирането на обществения живот“.
В книгата си Замбарт за първи път отхвърля по-раншния си основен възглед, че капиталистическото стопанство може да се саморегулира, като изтъква в подкрепа на новата си фундаментална теза настъпването на Голямата депресия от 1929 г. Зомбарт продължава разсъжденията си по-насетне в книгата в духа и традициите на Германската историческа школа - ще настъпи моментът в който новият роб, в който се е превърнал човекът в индустриалното общество, ще се освободи от оковите си, поради настъпването на логичния край на този социален процес или експеримент.
Изходът според Зомбарт е в държавното регулиране на икономиката с частична национализация на картеловата монополна собственост, намаляване ролята на финансовия капитал в икономиката и поддръжка и подпомагане на дребните производители. За Зомбарт, за да се спаси немската икономика и да излезе от кризата, тя трябва да навлизе в автаркия и да се затвори за влияние от международния финансов капитал. Авторът препоръчва държавна подкрепа да получават за в бъдеще единствено земеделските производители и занаятчии, които са основата на немския национален живот.
Интересното в това произведение на Зомбарт е обстоятелството, че авторът отделя в него особено внимание на въпросите на екологията. Критиката противоречиво разглежда и оценява „Немският социализъм“. От една страна някои виждат в произведението предтеча на икономическата философия на ЕС, а други осъвременена за времето си консервативна утопия по пруския пример на Фихте за затворената държава.

## Оценки
Жак Атали оценява „Немският социализъм“ и Вернер като 
| „ | едно открито пронацистко произведение, което ще му донесе слава, официално признание и ще го дискредитира завинаги | “ |

.